# Mouse (Manga)
Mouse (jap. マウス mausu) ist eine japanische Manga-Serie von Autor Satoru Akahori und Zeichner Hiroshi Itaba, die auch als Anime umgesetzt wurde. Sie lässt sich dem Seinen-Genre zuordnen und hat erotische Inhalte wie Fanservice und BDSM-Sexualpraktiken.

## Inhalt
Der 20-jährige Sorata Muon, offiziell Kunstgeschichtelehrer an der Yamanoue-Schule in Tokio, ist in Wirklichkeit der Abkömmling einer 200 Jahre alten Diebesdynastie und stiehlt unter dem Decknamen „Mouse“ Wertvolles verschiedenster Art. Unterstützt wird er dabei von seinen 22-jährigen Dienerinnen Mei Momozono, Yayoi Kuribayashi und Hazuki Kakio. Diese jedoch versuchen, jede auf ihre Art, zu ihrem „Eherecht“ zu kommen, was Sorata Muon meist eher schreckt als lockt. Sein Gegenspieler auf den Diebeszügen ist Kommissar Onizuka, der stets mit allen Mitteln versucht, Mouse zu fassen. Dieser kündigt seine Diebstähle immer an, sodass sich die Polizei vorbereiten kann, und kann dennoch immer über die Polizei siegen.

## Veröffentlichung
Mouse erschien in Japan von April 2000 bis Oktober 2004 in Einzelkapiteln im Manga-Magazin Young Animal des Hakusensha-Verlags. Diese Einzelkapitel wurden auch in insgesamt 14 Sammelbänden zusammengefasst. Auf Deutsch erschienen alle 14 Bände des Mangas ab März 2005 bei Egmont Manga und Anime. Die Bände sind mit einer Altersempfehlung ab 16 Jahren versehen. Eine portugiesische Fassung erschien bei JBC.
Eine Fortsetzung des Mangas unter dem Titel Mouse – Bakumatsu-den (マウス ～幕末伝～) erschien im Dezember 2005 in einem Band bei Hakusensha.

## Anime
Studio Deen produzierte 2003 auf der Grundlage des Mangas eine Anime-Serie mit zwölf Episoden zu je 14 Minuten. Bei der Serie führte Yorifusa Yamaguchi Regie, das Charakterdesign entwarfen Shunji Murata und Toshiharu Murata. Die künstlerische Leitung lag bei Yoshihiro Nakamura und Yoshio Kajiwara. Der Anime wurde vom 5. Januar 2003 bis zum 26. März 2003 auf dem japanischen Fernsehsender Chiba TV ausgestrahlt. Es folgten Wiederholungen bei Kids Station, TV Kanagawa und TV Saitama.
Die Serie wurde ins Englische und Russische übersetzt.

### Synchronisation
| Rolle               | japanischer Sprecher (Seiyū) |
| ------------------- | ---------------------------- |
| Sorata Muon / Mouse | Kappei Yamaguchi             |
| Mei Momozono        | Kikuko Inoue                 |
| Hazuki Kakio        | Mai Nakahara                 |
| Yayoi Kuribayashi   | Yukari Fukui                 |
| Fon                 | Harumi Asai                  |
| Uta Yukino          | Asami Sanada                 |
| Rin Nyan            | Tomato Akai                  |
| Heitaro Onizuka     | Takashi Nagasako             |
| Machiko Tsukioka    | Tomo Saeki                   |

### Musik
Die Musik der Serie komponierten Naoki Satō und Shigeru Chiba. Der Vorspanntitel ist Mouse Chu Mouse und für den Abspann verwendete man IntelliMOUSE, beide Lieder stammen von Under17.

## Rezeption
Laut Animania begeistert der Fanservice des Mangas durch immer neue Einfälle der Sex-Komplizinnen. Der Zeichenstil sei klar, aber detailreich. Das Grundkonzept der Handlung erinnere durch den diebischen Hauptcharakter mit Doppelleben zwar zunächst an D.N.Angel, jedoch überwiegen in dem Manga vor allem Erotik und Slapstick, sodass er eher mit Golden Boy oder Vampire Master verglichen werden kann.